# H-bio
H-Bio  es un proceso de refinado de aceites, con la conversión de aceite vegetal en biodiésel a través de hidrogenación. La hidrogenación es una reacción química, en la que una sustancia se trata con hidrógeno, resultando así en un nuevo producto. En H-Bio, agrega hidrógeno al aceite vegetal y aceite mineral, haciéndolo un diésel utilizable compuesto de gasoil y 10% de aceite vegetal. El proceso fue desarrollado por primera vez en 2006 por la brasileña, de propiedad estatal y compañía de gas, Petrobras, y se estableció principalmente para uso comercial.
H-Bio se puede utilizar para el uso de vehículos que ya utilizan diésel, por lo tanto, H-Bio puede ser ampliamente vendido a los propietarios de automóviles en las estaciones de servicio locales. Además, el proceso tiene ventajas cuando se compara con los métodos tradicionales, pero también tiene inconvenientes. H-Bio ha sido probado y confirmado como un método viable para suministrar diésel a nivel mundial.

## Proceso
El procedimiento requiere que el diésel pase a través de la Cámara de hidrodesulfurización, la Unidad Cracking y mezclar con HDS Luz Ciclo de aceite. La Cámara de hidrodesulfurización elimina la mayoría del contenido de azufre encontrado en el diésel. La Unidad de Craqueo rompe los hidrocarburos, y luego H-Bio se mezcla con grandes cantidades de combustible pobres en diésel. El proceso consiste en:

### Hidrodesulfuración
El diésel pasa primero a través de la unidad de destilación para someterse a hidrodesulfuración (HDS). La hidrodesulfuración es el proceso de eliminación de azufre de los productos a base de petróleo mediante la combinación químicamente con hidrógeno, dando lugar a sulfuro de hidrógeno. El hidrógeno y el azufre se combinan en un reactor de hidrodesulfuración, generalmente bajo la presencia de un metal catalizador, donde se añade presión y se calienta a temperaturas que van desde 300 ° a 400 °C (572 ° a 752 °F) resultando en moléculas de sulfuro de hidrógeno que no están incluidas en el diésel.

## Unidad de craqueo
El diésel se hace pasar entonces a través de la Unidad de Craqueo. La Unidad de Craqueo es un dispositivo que rompe los hidrocarburos, que componen el diésel, en tamaños más pequeños. Se rompen las cadenas de los hidrocarburos para hacer productos que tienen una mayor demanda.

### Mezcla con HDS aceite de ciclo ligero
A continuación, el diésel se mezcla con aceite de ciclo ligero HDS (LCO). El aceite de ciclo ligero HDS es un combustible diésel pobre debido a su alto contenido de azufre y pobre en rendimiento del motor, por lo que se mezcla con H-Bio. Los dos se combinan para producir la máxima cantidad de combustible de alta calidad. Cuando HDS de ciclo ligero de petróleo y H-Bio se mezclan, la viscosidad se modifica para un máximo rendimiento, dando por resultado diésel de alta calidad. El diésel resultante tiene un gran rendimiento con muy poco contenido de azufre.
Finalmente, el diésel se mezcla con otros componentes que no requieren el proceso de hidrogenación y se mezclan los resultados con H-Bio.

## Aplicación
H-Bio se puede implementar fácilmente en la sociedad. H-Bio es compatible con cualquier vehículo que ya utiliza diésel como su fuente principal de combustible, en el que son necesarias modificaciones en el motor o la transmisión. Además, H-Bio se puede vender a los consumidores en las gasolineras locales, a diferencia de su contraparte, el biodiésel.

## Pros
H-Bio tiene muchos aspectos que son beneficiosos. Algunas de las ventajas incluyen la eficiencia del coche, diésel características que mejoran el rendimiento y menos emisiones de efecto invernadero. Las principales ventajas de la H-Bio son que:
- El proceso no genera residuos.[2]
- No se necesitan esfuerzos especiales para mantener el diésel utilizable, tales como el almacenamiento separado.[2]
- Los automóviles que actualmente utilizan diésel ya están adaptados para utilizar H-Bio.[2]
- El diésel tiene un mejor rendimiento de encendido y una densidad más baja.[7]
- H-Bio es un diésel de mayor calidad con poco contenido de azufre, y por lo tanto libera menos moléculas de dióxido de azufre, un componente principal de la lluvia ácida (emisiones a la atmósfera) por lo tanto no emisor de la mayor cantidad de gases de efecto invernadero como los métodos tradicionales.[2]
- Los conductores siguen manteniendo las mismas millas por galón (MPG).[6]
- El hidrógeno utilizado se recicla todo el proceso.[3]
- El aceite vegetal usado para el proceso puede ser de varias fuentes, lo que significa que la obtención de los aceites vegetales adecuados para el proceso es más fácil, lo que abre más opciones para el consumidor y la empresa. Tener varias opciones en la producción de entrada puede conducir a una flexibilidad en la elección como, precios diésel y calidad.[2]

## Contras
H-Bio también tiene inconvenientes, que incluyen los altos costos de producción y los gases de efecto invernadero emitidos cuando se quema el diésel.
- El alto costo del proceso en sí. El alto costo del procedimiento ha generado retrocesos en la producción. Petrobras se ha detenido en la actualidad la producción, hasta que los costos de producción bajan, debido al hecho de que un barril de diésel, producido a partir de aceite de soja, cuesta 180 dólares. Los costos de producción de la producción de un barril de diésel regular sólo cuesta 104 dólares.[6]
- Otra desventaja importante es la liberación de algunos gases de efecto invernadero. Aunque este tipo de diésel se da cuenta de menos de azufre compuestos a la atmósfera, otros gases de efecto invernadero potente se liberan, tales como dióxido de carbono y vapor de agua, que conducen a deficiencias en la atmósfera. En el tubo de escape de un motor diésel, el 2% -12% de las emisiones son las concentraciones de dióxido de carbono, y otro 2% -12% es la concentración de vapor de agua.[8]

## Perspectivas de futuro
H-Bio ha conseguido pruebas industriales que utiliza aceite de soja para producir diésel. Los resultados demostraron que el proceso es más que capaz de ser producido en masa y puesto en práctica en la sociedad. Por otra parte, Petrobras se ha declarado en las patentes al Instituto Nacional de la Propiedad Industrial (INPI), para producir en masa H-Bio y distribuirlo a nivel mundial. El objetivo a corto plazo es la creación de dos refinerías y, finalmente, ampliar a cinco refinerías en el largo plazo. A continuación, la empresa pondrá a prueba este proceso, con diferentes tipos de aceites vegetales, en otras refinerías, y, por último, que analizará los resultados.